# AC Mineros de Guayana
Asociación Civil Club Deportivo Mineros de Guayana war ein venezolanischer Fußballverein aus Ciudad Guayana. Der Verein wurde 1981 gegründet und trug seine Heimspiele im Estadio Polideportivo Cachamay aus. AC Mineros de Guayana wurde einmal venezolanischer Meister und wurde 2024 aufgelöst.

## Geschichte
AC Mineros de Guayana wurde am 11. November 1981 als Club Deportivo Mineros de Guayana in der ostvenezolanischen Stadt Ciudad Guayana gegründet. Am 3. Januar 1982 trug der neu gegründete Verein erstmals ein Spiel aus, gegen Villa Colombia FC, einen Amateurverein aus Ciudad Guayana, gewann man mit 2:0. Nachdem man in den Anfangsjahren in unteren Spielklassen gespielt hatte, gelang schon bald der Sprung in die Segunda División, in der der Verein 1985 den ersten Rang belegte und den erstmaligen Aufstieg in die Primera División schaffte. Dort konnte sich AC Mineros de Guayana etablieren und 1989, nur vier Jahre nach dem Aufstieg, gewann man erstmals die venezolanische Meisterschaft durch einen ersten Platz in der Tabelle vor Pepeganga Margarita. Bereits 1984 hatte der Verein erstmals einen Titel gewonnen, als der nationale Pokal, die Copa Venezuela, siegreich gestaltet werden konnte. In der Saison 2017 feierte der Verein seinen zweiten Pokalsieg.
Durch die Erfolge in der Liga nahm AC Mineros de Guayana auch einige Male an der Copa Libertadores teil. All diese Teilnahmen gestalteten sich im Gegensatz zu denen von Lokalrivale Minervén FC wenig erfolgreich, nie konnte Mineros de Guayana die Vorrunde beziehungsweise einige Male nicht einmal die Qualifikation überstehen. Bei der Copa Libertadores 1990 wurde man in der Gruppenphase Vierter und damit Letzter hinter den uruguayischen Vertretern CA Progreso und Defensor Sporting Club sowie dem Ligakonkurrenten Pepeganga Margarita und schied aus. Sieben Jahre darauf war erneut nach der Vorrunde Schluss, diesmal wurde man Letzter hinter CSD Colo-Colo und CD Universidad Católica, beide aus Chile, und Minervén FC. Bei zwei weiteren Teilnahmen an der Copa Libertadores, 2005 und 2008, scheiterte AC Mineros de Guayana in der Qualifikation. Das gleiche Schicksal ereilte den Verein bei den zwei Teilnahmen an der Copa Sudamericana 2005 und 2006. Der größte Erfolg des Vereins auf internationaler Ebene war wohl das Erreichen des Viertelfinals in der Copa Conmebol 1995.
Nach dem Abstieg 2022 in die Segunda División suchte der Eigentümer Julio Fuentes nach Investoren, um den Verein zu erhalten. Trotz Verhandlungen gelang keine Übereinkunft und AC Mineros de Guayana wurde 2024 aufgelöst.

## Erfolge
- Primera División: 1988/89
- Copa Venezuela: 1984, 2017

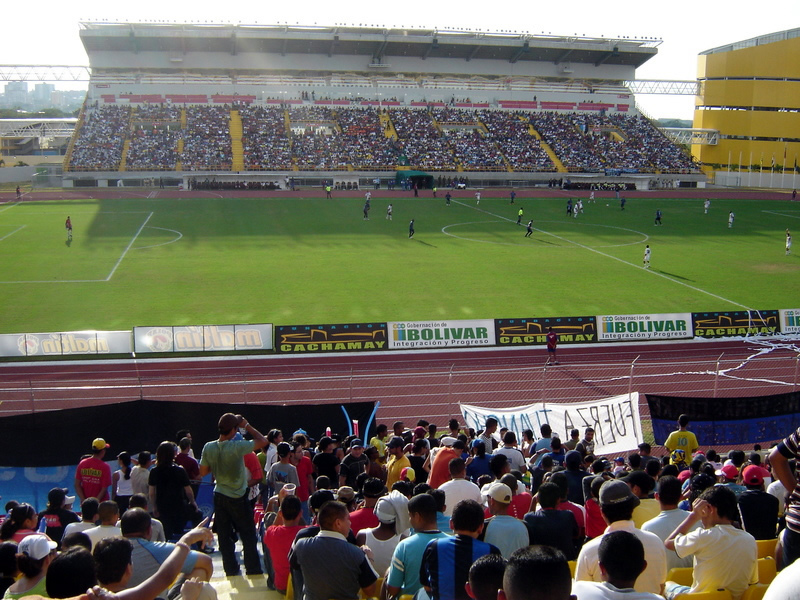
Bild von einem Spiel zwischen Mineros de Guayana gegen den FC Caracas 2007

- Teilnahme an der Copa Libertadores: 4×

1990: erste Runde
1997: erste Runde
2005: Qualifikation
2008: Qualifikation

## Ehemalige Spieler
- Josimar
- Rafael Acosta
- Daniel Arismendi
- Juan Enrique García
- Giancarlo Maldonado
- Stalin Rivas

## Trainer
- Mario Kempes (1997–1998)
- Stalin Rivas
- Carlos Maldonado (2011–2012)[3]